# The Ultimate Death Worship
The Ultimate Death Worship peti je studijski album norveškog simfonijskog black metal-sastava Limbonic Art. Album je 17. rujna 2002. godine objavila diskografska kuća Nocturnal Art Productions.

## O albumu
Snimanje albuma započelo je krajem 2001. te je završilo početkom 2002. godine. The Ultimate Death Worship bio je masteriran u studiju Strype Audio. Uz regularnu CD inačicu Nocturnal Art Productionsa, diskografska kuća Displeased Records objavila je album i u vinilnoj inačici koja je sadržavala bonus pjesmu "Voyage of the Damned". Godine 2010. Candlelight Records ponovno je objavio album te je u reizdanje uklopio i prethodno navedenu bonus pjesmu. 

## Popis pjesama
Tekstovi: Daemon. 
| 1.    | »The Ultimate Death Worship«        | 7:59  |
| 2.    | »Suicide Commando«                  | 7:20  |
| 3.    | »Purgatorial Agony«                 | 3:25  |
| 4.    | »Towards the Oblivion of Dreams«    | 10:07 |
| 5.    | »Last Rite for the Silent Darkstar« | 2:28  |
| 6.    | »Interstellar Overdrive«            | 6:04  |
| 7.    | »From the Shades of Hatred«         | 6:10  |
| 8.    | »Funeral of Death«                  | 8:05  |
| 51:38 |                                     |       |

| Bonus pjesma s reizdane inačice Candlelight Recordsa | Bonus pjesma s reizdane inačice Candlelight Recordsa | Bonus pjesma s reizdane inačice Candlelight Recordsa | Bonus pjesma s reizdane inačice Candlelight Recordsa | Bonus pjesma s reizdane inačice Candlelight Recordsa | Bonus pjesma s reizdane inačice Candlelight Recordsa | Bonus pjesma s reizdane inačice Candlelight Recordsa | Bonus pjesma s reizdane inačice Candlelight Recordsa | Bonus pjesma s reizdane inačice Candlelight Recordsa | Bonus pjesma s reizdane inačice Candlelight Recordsa |
| Br.                                                  | Skladba                                              | Trajanje                                             |                                                      |                                                      |                                                      |                                                      |                                                      |                                                      |                                                      |
| ---------------------------------------------------- | ---------------------------------------------------- | ---------------------------------------------------- | ---------------------------------------------------- | ---------------------------------------------------- | ---------------------------------------------------- | ---------------------------------------------------- | ---------------------------------------------------- | ---------------------------------------------------- | ---------------------------------------------------- |
| 9.                                                   | »Voyage of the Damned«                               | 4:40                                                 |                                                      |                                                      |                                                      |                                                      |                                                      |                                                      |                                                      |
| 56:18                                                |                                                      |                                                      |                                                      |                                                      |                                                      |                                                      |                                                      |                                                      |                                                      |

## Recenzije
John Serba, glazbeni kritičar sa stranice AllMusic, dodijelio je albumu četiri od pet zvjezdica te je izjavio da The Ultimate Death Worship "nudi dovoljno uvjerljivo čudnog i avangardnog horora da stoji na svojim iskrivljenim nogama s papcima na kraju" i da predstavlja "ružnu, boginjavu stranu simfonijskog black metala". Također je izjavio da pjesme "Suicide Commando" i "Interstellar Overdrive" "sadrže začudno djelotvorne recitirane interludije te elemente filmske glazbe pomiješane s blast beatovima i gitarističkim zvukom koji podsjeća na roj skakavaca" te da pjesmu "Towards the Oblivion of Dreams" krasi "labirintski aranžman".

## Zasluge
| Limbonic Art - Daemon – klavir (na pjesmi 4), vokali, gitara - Morfeus – gitara, elektronika, programiranje bubnjeva, snimanje, naslovnica Dodatni glazbenici - Attila Csihar – vokali (na pjesmi 7) | Ostalo osoblje - Peter Lundell – inženjer zvuka, produkcija - Tom Kvålsvoll – mastering |